# Deportes Magallanes
Club Deportivo Magallanes S.A. – chilijski klub piłkarski z siedzibą w mieście Santiago.

## Osiągnięcia

### Krajowe
- Primera División

| zwycięstwo (4):     | 1933, 1934, 1935, 1938 |
| drugie miejsce (4): | 1936, 1937, 1942, 1946 |

- Copa Chile

| zwycięstwo (0):     | –    |
| drugie miejsce (1): | 2011 |

- Campeonato de Apertura

| zwycięstwo (1):     | 1937 |
| drugie miejsce (1): | 1941 |

## Historia
Klub założony został 27 października 1897 pod nazwą Atlético Escuela Normal F.C. Jest pierwszym klubem w Chile, który zdobył mistrzostwo kraju trzykrotnie (1933, 1934, 1935). Obecnie klub występuje w drugiej lidze chilijskiej (Primera División B).